# Robert de St. Albans
Pour les articles homonymes, voir Robert et St. Albans.
Robert de St. Albans (mort en 1187) est un chevalier templier anglais qui s'est converti à l'islam en 1185 et a dirigé une armée sous les ordres de Saladin contre les croisés à Jérusalem, qui était à l'époque sous contrôle des Francs. Robert épousa par la suite la nièce de Saladin. La conversion de Robert à l'islam causa une consternation importante parmi les chrétiens et mina le moral des Templiers. Il prit part en 1187 à la bataille de Hattin.  